# Lucrezia Magistris
Lucrezia Magistris (21 de abril de 1999) es una deportista italiana que compite en halterofilia. Ganó una medalla de plata en el Campeonato Europeo de Halterofilia de 2022, en la categoría de 59 kg.

## Palmarés internacional
| Campeonato Europeo | Campeonato Europeo | Campeonato Europeo | Campeonato Europeo |
| Año                | Lugar              | Medalla            | Categoría          |
| ------------------ | ------------------ | ------------------ | ------------------ |
| 2022               | Tirana (Albania)   | Medalla de plata   | 59 kg              |